# Papraća
Papraća (cyr. Папраћа) – wieś w Bośni i Hercegowinie, w Republice Serbskiej, w gminie Šekovići. W 2013 roku liczyła 137 mieszkańców.